# Yann Siccardi
Yann Siccardi (ur. 3 lutego 1986 r. w Monako) – monakijski judoka rywalizujący w wadze ekstralekkiej (do 60 kg). Olimpijczyk, trzykrotny mistrz igrzysk małych państw Europy.
W 2003 roku, w wieku 17 lat, Monakijczyk wywalczył trzecie miejsce podczas Igrzysk Małych Państw Europy na Malcie. Wynik ten powtórzył dwa lata później w Andorze, a w roku 2007 w Monako wywalczył złoto.
Siccardi startował w Igrzyskach Olimpijskich w Pekinie w 2008 roku, jednak odpadł tam po pierwszej swojej walce – w 1/32 finału – w której uległ Brytyjczykowi Craigowi Fallonowi.
Rok później uczestniczył w Igrzyskach Śródziemnomorskich, gdzie wywalczył srebrny medal, przegrywając jedynie z Włochem Elio Verdem. W tym samym roku obronił tytuł mistrza igrzysk małych krajów Europy. 
W 2011 roku zdobył złoto po raz trzeci z rzędu, gdy Igrzyska Małych Państw rozgrywano w Liechtensteinie. W finale pokonał wówczas reprezentującego Maltę Brenta Lawa.
Uczestniczył również w Igrzyskach Olimpijskich w Londynie w 2012 roku. Rywalizację rozpoczynał od 1/16 finału, w której to fazie pokonał reprezentanta Jemenu Alego Khousrofa. W kolejnej rundzie trafił na późniejszego zwycięzcę całego turnieju, Rosjanina Arsiena Gałstiana.

## Wyniki na igrzyskach olimpijskich
| Igrzyska olimpijskie | Konkurencja | 1/32               | 1/16                 | 1/8                  | Ćwierćfinał      | Półfinał         | Repasaż 1        | Repasaż 2        | Finał            | Finał         |
| Igrzyska olimpijskie | Konkurencja | Przeciwnik Wynik   | Przeciwnik Wynik     | Przeciwnik Wynik     | Przeciwnik Wynik | Przeciwnik Wynik | Przeciwnik Wynik | Przeciwnik Wynik | Przeciwnik Wynik | Pozycja       |
| -------------------- | ----------- | ------------------ | -------------------- | -------------------- | ---------------- | ---------------- | ---------------- | ---------------- | ---------------- | ------------- |
| Pekin 2008           | - 60 kg     | Fallon P 0000-1010 | Nie awansował        | Nie awansował        | Nie awansował    | Nie awansował    | Nie awansował    | Nie awansował    | Nie awansował    | Nie awansował |
| Londyn 2012          | - 60 kg     |                    | Khousrof W 0101–0012 | Gałstian P 0000–0100 | Nie awansował    | Nie awansował    | Nie awansował    | Nie awansował    | Nie awansował    | Nie awansował |